# Josef Weinmann
Josef Weinmann (* 28. Juli 1926 in Karlsbad, Tschechoslowakei; † 2008 in Männedorf/Schweiz) war ein Schweizer Zahnarzt und Heimatforscher.

## Leben und Wirken
Der im Egerland geborene Josef Weinmann besuchte das Gymnasium in Duppau/Doupov und anschließend eine Ingenieurschule für Maschinenbau in Eger. Nach kurzer Zeit wurde er zum Arbeitsdienst und dann zum Wehrdienst einberufe. Erst nach der Entlassung aus der Kriegsgefangenschaft konnte er seinen Schulbesuch fortsetzen und die Reifeprüfung in Ansbach ablegen. Ab 1954 studierte er dann  Zahnmedizin an der Universität München und promovierte dort 1959. Er lebte dann in der Schweiz und praktizierte in Männedorf als Zahnarzt. Als Autodidakt hat er sich vor allem mit der Heimatforschung in Bezug auf das Egerland beschäftigt. Seit 1966 veröffentlichte er zahlreiche Aufsätze und Artikel in den Heimatzeitschriften. Insbesondere erarbeitete er Informationen über die aus dem Egerland stammenden Studierenden an auswärtigen Universitäten. Sein Hauptwerk („Egerländer biographisches Lexikon“) umfasst in zwei Bänden zahlreiche Einzelbiographien über Personen, die aus dem ehemaligen Regierungsbezirk Eger stammen.

## Veröffentlichungen
- Egerländer Studentenforschung. 11 Teile.  Bund der Eghalanda Gmoin, Marktredwitz 1974–1976.
- Egerländer biographisches Lexikon. Drei Bände. Druckhaus Bayreuth, Verlag-Ges., Bayreuth 1985/1987/2005, ISBN 3-922808-12-3.
- (mit Josef Pfister): Männedorf in alten Ansichten. Zwei Bände. Europäische Bibliothek, Zaltbommel 1994/1995.
- Egerländer Porzellan und Steingut 1792–1945. Handbuch für Sammler und Freunde des deutschen westböhmischen Antikenporzellans. 2. Auflage. Druckhaus Bayreuth, Bayreuth 2000